# Nyarusasa (vattendrag i Burundi, Mwaro)
Nyarusasa är ett vattendrag i Burundi.   Det ligger i provinsen Mwaro, i den centrala delen av landet, 40 km sydost om huvudstaden Bujumbura.
Omgivningarna runt Nyarusasa är en mosaik av jordbruksmark och naturlig växtlighet. Runt Nyarusasa är det ganska tätbefolkat, med 155 invånare per kvadratkilometer.